# Religión bribri
La religión bribri es el conjunto de creencias de índole chamánica, que profesan los indígenas bribris de Costa Rica. La religión bribri se basa en el culto a Sibú, creador y héroe cultural; en el poder de los awápa o chamanes; y en la estructuración del pueblo en distintos clanes.
La base de esta religión son las tradiciones orales transmitidas de generación en generación, que los awápa llaman "sũwõ'"(en bribri, su¸wo¸', que puede significar "alma", "historia" o "viento").

## El sũwõ'

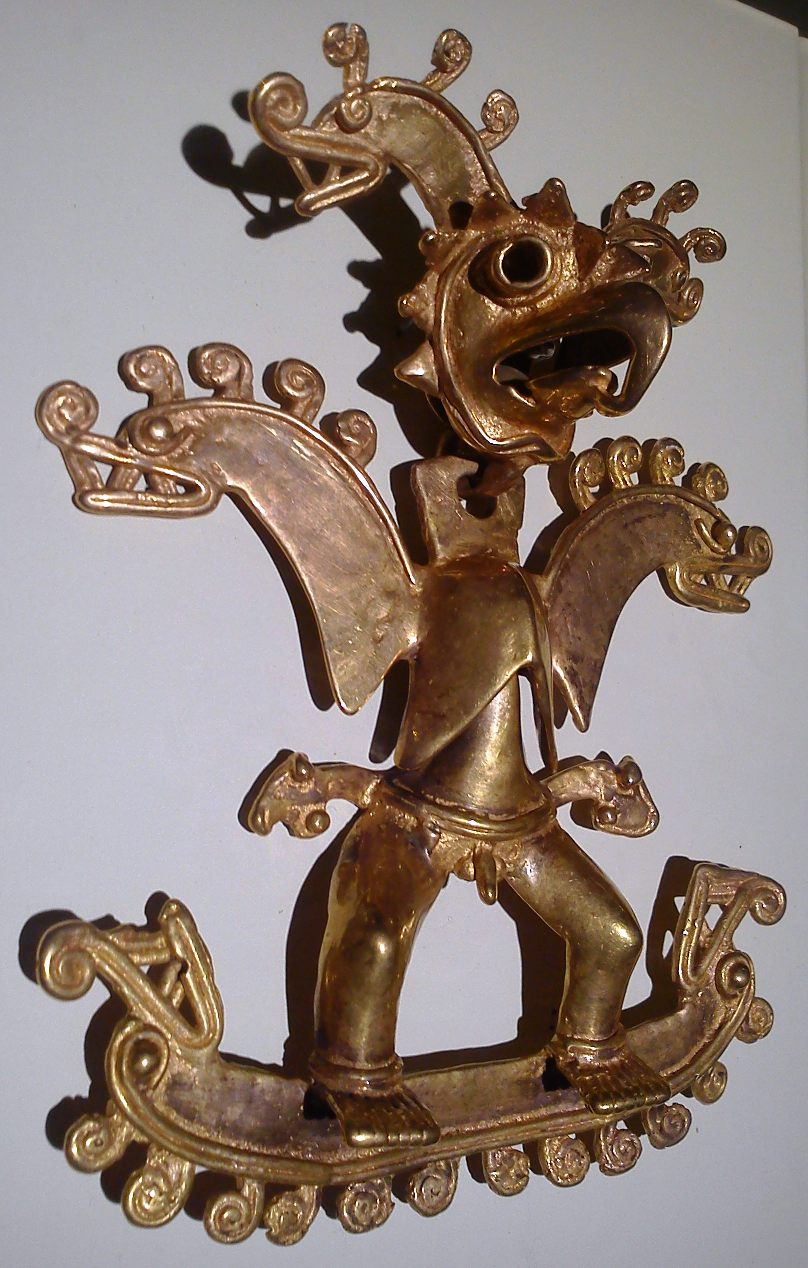
Representación de Sibú (Sibö̀). Museo del Oro Precolombino, San José, Costa Rica.

El sũwõ' comprende un cuerpo de conocimiento que define la forma en que los bribris interpretan la realidad. Cada historia del sũwõ' es una metáfora o una alegoría del sistema de creencias bribri, aplicado prácticamente. En la visión tradicional, las historias se consideran hechos reales, constituyendo la historia del pueblo bribri. 
En el sũwõ' se explica cómo el mundo de Sibö̀ interactúa con el mundo humano y viceversa. Cada objeto de este mundo tiene su reverso en el otro, y por lo general lo presente en el mundo espiritual es diametralmente opuesto a lo que vemos aquí en la tierra. Igualmente, las deidades o espíritus ven el mundo al revés de como nosotros lo vemos. Por ejemplo:
- Los bribris mencionan que aquí el comején o termita es un ser diminuto, pero en el mundo espiritual es una gigantesca criatura de nombre Áksura.
- Uréke, el dueño o señor de los peces, dice que estos animales son yucas. Esto es porque para él, el agua es tierra, y los peces están metidos en el agua como la yuca en la tierra.
- Kikírma, el dios del trueno, ve a los diablos (bé) como aves comestibles, y les dispara con su cerbatana(el rayo).
- Duwàlök, el dueño de los animales, ve a estos seres como plantas: así, para él los monos son aguacates.
- Los Tamì, los dueños de la montaña, ven al tapir o danta como vaca, y al saíno como su cerdo.

## Transmisión del sũwõ'
Los relatos del sũwõ' se han transmitido oralmente de generación en generación desde tiempos inmemoriales. Sin embargo, la tradición no sólo se narra o canta, sino también se puede renovar a partir de las experiencias y opiniones del narrador, lo que explica que existan gran cantidad de versiones respecto a un mismo tema, por ejemplo, la muerte de Itsah, o el intercambio de personajes entre una versión y otra. 
El sũwõ', como producto de la colonización española, es ahora apenas vestigial, ya que en las narraciones recopiladas es fácilmente notar que faltan las partes recitadas o cantadas de la leyenda.

## Agrupación de las entidades míticas
En el Diccionario de mitología bribri, de la Editorial de la Universidad de Costa Rica (pionera en rescatar la cultura indígena costarricense), se plantea para fines prácticos la siguiente agrupación de entidades míticas:
1. Sibö̀, deidad suprema, creador, héroe cultural y figura central de las historias del sũwõ'.
2. Yàmĩpa, significa literalmente «amigos y/o parientes [de Sibö̀]».
3. Akë́köl, los «dueños» de plantas, animales y hasta objetos.
4. Bé, diablos, humanidades anteriores a los bribris actuales, espantos, monstruos, y otras entidades malignas.
5. Ditsö̀, literalmente «semilla», todo lo relacionado con la humanidad bribri actual.
6. Íyi, objetos.
7. Kã́ o Kṍ, lugares.

En un diagrama presentado en el mismo texto, se grafica al mundo, kã́, con Sibö̀ como eje o centro, donde las demás entidades interactúan entre sí.

### Sibö̀
En la mitología bribri, Sibö̀ (nombre que literalmente significa «Dios»), es quien crea y da forma al mundo. Luminoso y de gran atractivo físico, une a su apariencia una mente brillante y ágil, que le convierte en una especie de "héroe-embustero", al estilo del Eshu africano. Según la mitología talamanqueña, el mundo ya existía antes de que Sibö̀ lo crease a su agrado. En esa época estaba regido por los Sòrburu, una raza de diablos, al mando de Sórkura. Sórkura tenía un hijo, Sibö̀kõmõ, un gran chamán con gran manejo de las piedras mágicas, al que un día se le perdió la principal, que era Sibö̀. El mito de su nacimiento narra Sibö̀ se metió en el vientre de Sìitami, y de ella nació. 
Luego de grandes batallas, Sibö̀ venció a los Sòrburu, y comenzó a formar el mundo con ayuda de Sulà, el supremo artesano. Luego, trajo las semillas sagradas, o ditsö̀ a un lugar en Talamanca, que los indígenas llaman Suràyum(en bribri, Sulàyöm), y las plantó. De esas semillas nacieron los bribris. Sibö̀ es, a la vez, dios creador y héroe cultural del pueblo bribri.

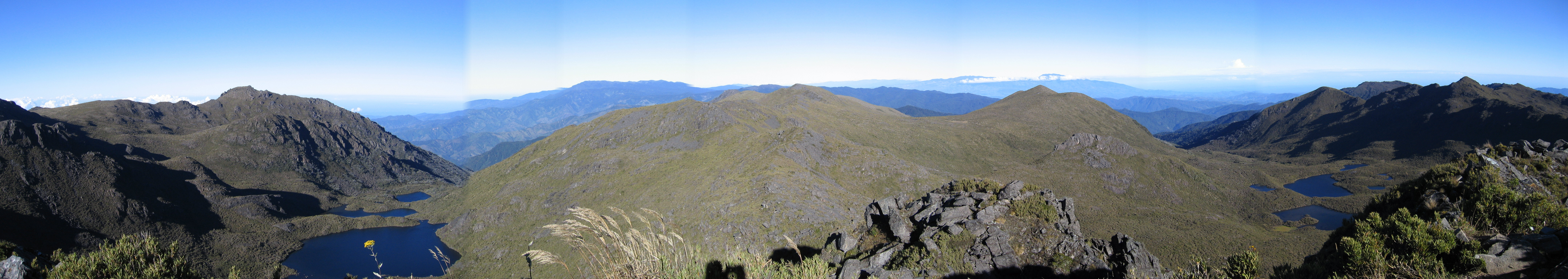
En la Cordillera de Talamanca está el mítico Sulàyöm, lugar donde Sibö̀ creó a los bribris.

## Los Awápa
Los awápa (en singular, awá) son los chamanes de los bribris. Como en toda religión chamánica, los awápa constituyen la conexión entre el mundo físico y el mundo espiritual, lo que le concede gran poder. Así, los awápa pueden curar enfermedades, y en algunos clanes, invocarlas. Son menos poderosos que los sumos sacerdotes, los usékölpa, los cuales ya no existen formalmente. 
El awá posee, entre otros objetos sagrados, unas piedras mágicas o sĩõ' o sĩã' para desempeñar sus funciones. El awá guarda las sĩã' en un saquito especial que le cuelga del cuello. Todas las piedras son diferentes, y por lo tanto poseen diferentes atributos: se ha hablado de sĩã' que combaten enfermedades, sirven para dialogar con el mundo espiritual, vuelven invisibles a los awápa portadores, arden como el fuego, levitan o predicen la muerte de su propietario al desaparecer o partirse por la mitad. Las sĩã' son dadas por Sibö̀, en un ritual simbólico: el maestro lleva a su aprendiz al río, y allí le piden al dios que le depare las piedras. A los ocho días regresan, y recogen ciertos cantos rodados que se les revelan como las sĩã'.
Ciertos awápa pueden provocar e invocar enfermedades. A estos "médicos peligrosos" se les conoce como kòkama.

## Formación y preceptos de los awápa
El aprendiz de awá se comienza a formar desde niño, terminando sus estudios a los veinte años. Luego, y durante un año sólo cura y trata a niños, luego puede curar adultos. El sũwõ' menciona que los primeros awápa recibieron su arte directamente de Sibö̀, quien les enseñó los cantos, el lenguaje ritual, y les entregó las sĩã'.
A lo largo de toda su vida, los awápa deben cumplir preceptos como los que se enumeran a continuación:
- Todo awá debe hacerle una fiesta por año a sus sĩã'.
- Los awápa no deben matar ni negarle a nadie sus servicios de médico.
- Los awápa no deben ser mezquinos.
- Los awápa sólo pueden curar de noche y fuera de la casa.

## Organización del pueblo bribri
Artículo principal: Clanes bribris.
Tradicionalmente, el pueblo bribri se ha estructurado en una serie de clanes de línea materna. Se han contabilizado más de 80 nombres de clanes, pero la tradición mitológica reúne especialmete a once de ellos, que según el sũwõ' fueron nombrados y constituidos por Sibö̀ cuando él construyó su casa, asentando postes sobre las semillas(ditsö̀) ya plantadas.
Los clanes bribris mencionados en el sũwõ' son los siguientes:
- Tsíbriwak, clan de grandes awápa.

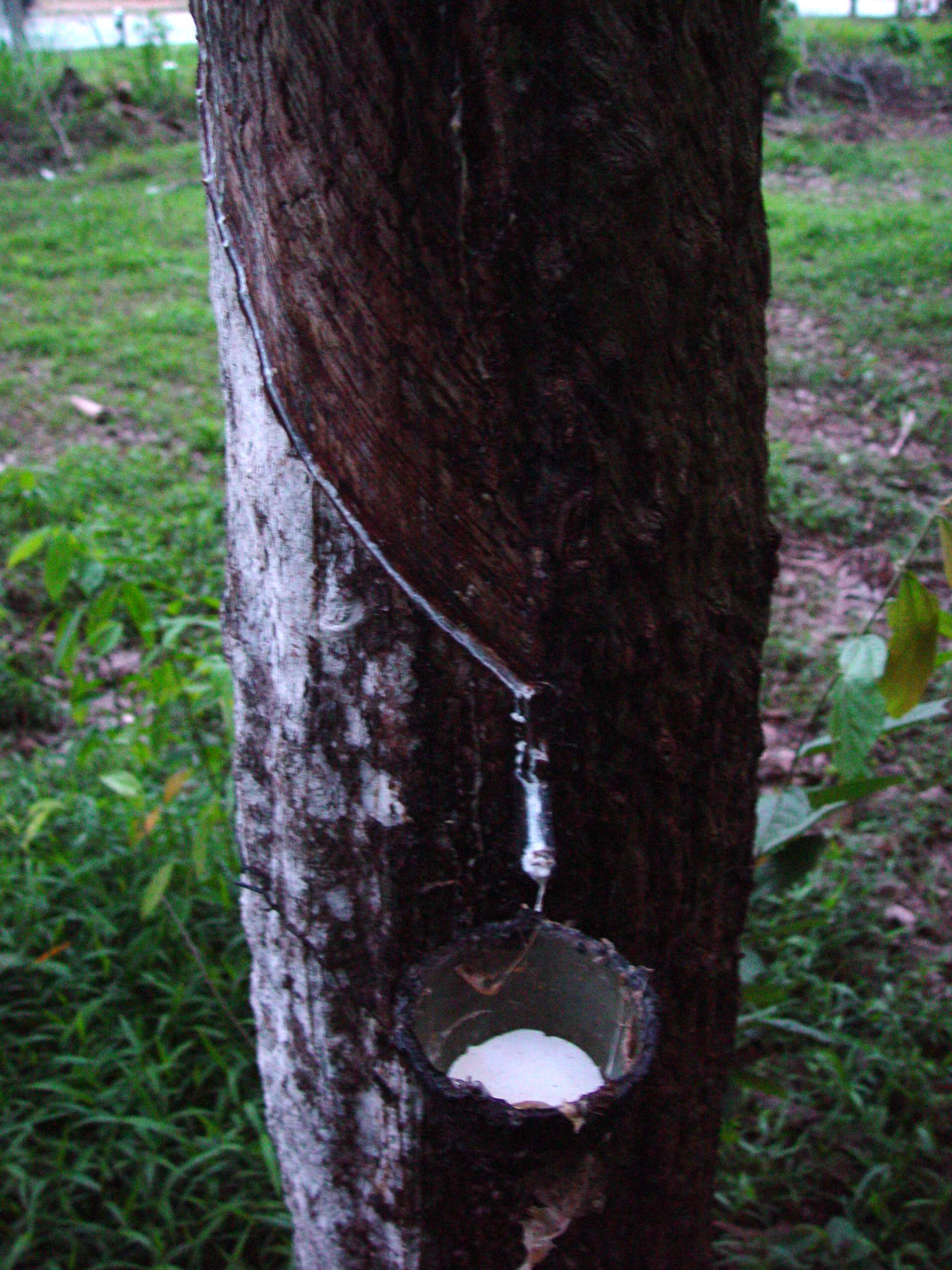
El nombre del clan Tsinìkichawak significa literalmente "dueños de la fibra del árbol de hule".

- Sébariwak, "clan del poste central de la casa".
- Urúriwak, "clan del arroyo del zopilote".
- Síbawak, "clan de la claridad de la luna".
- Kabékwak, "clan del quetzal".
- Kòrkwak, clan que podía nombrar cantores y médicos.
- Murùriwak, "clan del arroyo de la ceniza".
- Dójkwak, "clan de la garza".
- Tsinìkichawak, "clan de la fibra del árbol de hule".
- Mèkichawak, "clan de la raíz del árbol de jícaro".
- Uréjkwak, "clan del árbol de guachipelín" o "del gusano uré".

## El incesto entre los bribris
Los bribris llaman al incesto kurù, y lo consideran de una forma más rígida a la de la cultura occidental. Para los bribris, el incesto se entiende como la copulación entre miembros del mismo clan, o con miembros de un clan que no ha sido designado como pareja (según en sũwõ', Sibö̀ separó a las semillas en dos mitades, asignando cada parte como la pareja de la otra. Un clan que no ha sido designado como pareja de otro es aquel que pertenecía a la misma mitad o montón que este). Igualmente, los bribris no pueden mantener relaciones con los llamados primos paralelos (para hombres se les designa ë́l; para las mujeres, akë̀), es decir, los hijos de tíos paternos y tías maternas. Sin embargo, un bribri sí puede casarse con sus primos cruzados (dawö’), es decir, con los hijos de tías paternas y de tíos maternos. 
El kurù es frecuentemente castigado en las historias del sũwõ', normalmente por criaturas monstruosas como Tkabèkur, Shkíbuk y Kétari.